# أولكسندر جدانوف
أولكسندر جدانوف (بالأوكرانية: Жданов Олександр Миколайович) (بالعبرية: אולכסנדר ז'דנוב‏) هو لاعب كرة قدم أوكراني وإسرائيلي في مركز الدفاع، ولد في 27 مايو 1984 في خاركيف في أوكرانيا. لعب مع مكابي نتانيا ونادي سلوتسك.

## وصلات خارجية
- أولكسندر جدانوف على موقع اتحاد أوكرانيا (الإنجليزية)
- أولكسندر جدانوف على موقع قاعدة بيانات كرة القدم.إي يو (الإنجليزية)
- أولكسندر جدانوف على موقع Soccerway.com (الإنجليزية)